# 비숍 클라크 제도
비숍 클라크 제도(영어: Bishop and Clerk Islets)는 태평양 남서부 매쿼리섬에서 남쪽으로 33km 떨어진 지점에 위치한 0.6km² 규모의 작은 섬으로, 매쿼리섬과 함께 오스트레일리아 태즈메이니아주에 속한다.
본섬인 비숍섬 (Bishop Islet)을 중심으로 총 24개 부속섬과 바위섬, 환초로 이루어져 있다. 비숍섬의 면적은 0.3km²이며, 대부분 얕은 토양층의 암석으로 이루어져 있다. 비숍섬의 최고 고도는 45m에 달한다. 영유권이 인정되지 않는 남극 지역를 제외하면 오스트레일리아 전 영토를 통틀어 최남단에 해당되는 섬이다. 외딴 곳에 위치해 있어 방문객이 거의 없으며, 외부에서 유입된 동물이나 식물도 없다.

## 역사
지금까지 이 섬에 상륙한 기록은 총 세 차례에 불과하며 모두 모선에서 헬리콥터를 띄워 접근하는 방식으로 이루어졌다. 첫번쨰는 1965년 비숍섬의 50m 바위에 상륙하였으며, 1976년과 1993년에는 비숍섬 본섬에 상륙하였다.

## 생태
매쿼리섬에 서식하는 매쿼리가마우지 (학명 Leucocarbo purpurascens)가 이곳에도 둥지를 틀고 지내는 것으로 알려져 있다. 1965년에는 검은눈썹알바트로스 (Thalassarche melanophris) 군집이 발견되었다. 관다발식물로는 개미자리속의 콜로반투스 무스코이데스 (Colobanthus muscoides)가 유일종으로, 지의류는 두 종이 기록되어 있다.
태즈메이니아 공원 야생동물 관리국 산하의 매쿼리섬 자연보호구역에 속해 있으며 그 중에서도 특별관리구역에 해당된다. 매쿼리섬, 저지 클라크 제도와 함께 1997년 유네스코 세계자연유산에 등재되었다.

## 같이 보기
- 저지 클라크 제도
- 남극의 섬 목록
- 태즈메이니아주의 섬 목록